# Бабич Євдокія Кононівна
Євдокі́я Ко́нонівна Ба́бич (нар. 2 лютого 1932, с.Тарасовичі Вишгородський район, Київська область, знято з обліку ― 18 вересня 2022, м. Київ) — український бібліограф, бібліотекознавець. Заслужений працівник культури України (2008).  Дружина Василя Бабича, мати Миколи Бабича, Тетяни Добко.

## Життєпис
Євдокія Кононівна Бабич народилася 2 лютого 1932 року в селі Тарасовичі Вищедубечанського (нині – Вишгородського) р-ну Київської області в селянській родині. У 1964 році село Тарасовичі було затоплено водами Київського водосховища і вилучено з облікових даних. Після закінчення семирічної школи вступила до Київського культурно-освітнього технікуму (нині – Академія мистецтв імені Павла Чубинського). У 1951 році закінчила з відзнакою. Вищу освіту здобула у Харківському державному бібліотечному інституті, який з відзнакою закінчила у 1955 році.
Від 1955 року працювала у Київській державній обласній бібліотеці імені КПРС (нині Національна парламентська бібліотека України). Працювала на посадах бібліотекаря, старшого бібліотекаря, бібліографа, завідувача сектору масової роботи і пропаганди книги науково-методичного і бібліографічного відділу (1959—1966), головного бібліотекаря сектору рекомендаційної бібліографії (1966—1979), завідувача відділу рекомендаційної бібліографії (1979–1985), заступника директора з бібліотечної роботи (1985–1990), головного бібліографа (1991–2003), завідувача сектору (2004–2007) науково-бібліографічного відділу.
У 1981–1983 роках працювала у Київському державному інституті культури імені О. Є. Корнійчука. Викладала спецкурс «Методика складання бібліографічних посібників: теорія і практичний досвід», вела семінарські й практичні заняття, рецензувала дипломні роботи та була науковим керівником студентів випускного курсу.  Працювала за сумісництвом науковим співробітником у Державній науково-педагогічній бібліотеці ім. В. О. Сухомлинського протягом 2002–2006 років.
Була учасницею міжнародних, всесоюзних і всеукраїнських наукових і науково-практичних конференцій, нарад, семінарів бібліотечних працівників,  виступала з доповідями, повідомленнями, ділилася досвідом бібліотечно-бібліографічної роботи.
У 1996–2007 роках очолювала Раду ветеранів Національної парламентської бібліотеки України. Нагороджена медалями «У пам’ять 1500-річчя Києва» (1982), «Ветеран праці» (1983), «50 років перемоги у Великій Вітчизняній війні 1941–1945» (1995). За заслуги у розвитку бібліотечної справи удостоєна почесного звання «Заслужений працівник культури України» (2008). Серед інших нагород – знак Міністерства культури СРСР «За відмінну роботу» (1968), почесні грамоти Міністерств культури СРСР і УРСР, відзнака Міністерства культури і туризму України (за № 47) за багаторічну плідну працю в галузі культури тощо.

## Здобутки
Є автором більш як 30 теоретичних статей з бібліографії, зокрема рекомендаційної, та понад 30 методико-бібліографічних матеріалів, консультацій, інструктивно-методичних листів, порад бібліотекарям.
Брала участь у підготовці півтори сотні видань — бібліографічних посібників суспільно-політичної тематики, з художньої літератури, які побачили світ у видавництві «Дніпро».
У видавництві «Радянський письменник» вийшли 18 бібліографічних збірників «Література і сучасність».
Для «Календаря знаменних і пам'ятних дат» добирала матеріали та списки рекомендованої літератури;
Співавтор бібліографічних покажчиків до часописів «Визвольний шлях», «Листи до приятелів», «Слово і час» та інших.
Покажчик «Репресії в Україні (1917–1990 рр.)» (2007), укладений нею у співавторстві з В. Патокою, охоплює відомості про понад 4 тис. офіційних документів, монографій, спогадів, матеріалів конференцій, журнальних публікацій, статей зі збірників, які висвітлюють репресії радянської влади в Україні впродовж 1917–1990 років.
Похована на цвинтарі с. Козаровичі Вишгородського р-ну на Київщині поряд із могилою чоловіка.

## Основні праці
- Питання розвитку рекомендаційної бібліографії на Україні / Є. К. Бабич // Бібліотекознавство і бібліогр. – Київ, 1972. – Вип. 13. – С. 50–60.

- Твори письменників Радянської України : бібліогр. покажч. // Літ-ра і сучасність : Літ.-крит. ст. ― Київ, 1970–87. ― Вип. 3–20;
- Художня література. Критика. Літературознавство. 1974–1975 : рек. покажч. літ. / Є. К. Бабич, П. І. Рогова ; М-во культури УРСР, Держ. респ. б-ка УРСР ім. КПРС. – Київ : Дніпро, 1976. – 144 с.
- Письменники Радянської України – лауреати (1941–1979) : бібліогр. покажч. / Держ. респ. б-ка УРСР ім. КПРС ; Є. Бабич, П. Рогова. – Київ : Дніпро, 1979. – 110 с.
- Києву – 1500 років : рек. бібліогр. покажч. / Держ. респ. б-ка УРСР ім. КПРС ; відп. ред. Є. К. Бабич ; авт.-уклад.: В. О. Бакалінська, Г. І. Гамалій, С. С. Коркунда. – Київ : Політвидав України, 1981. – 54 с.
- Письменники Радянської України – лауреати (1941–1985) : бібліогр. довід. / Є. К. Бабич, П. І. Рогова. – 2-ге вид., допов. – Київ : Дніпро, 1985. – 182 с.
- Закриті фонди і «реабілітовані книжки» / Є. Бабич // Культура і життя. – 1988. – 10 лип.
- Українські письменники : покажч. бібліогр. посіб. / Нац. парлам. б-ка України ; упоряд.: Бабич Є. К., Негрейчук І. О. – Київ, 1995. – 72 с.
- Бібліографознавство України (1991–1995) : наук.-допом. бібліогр. покажч. / Нац. парлам. б-ка України, Харків. держ. наук. б-ка ім. В. Г. Короленка ; уклад.: Л. В. Глазунова, Є. К. Бабич. – Київ, 1999. – 134 с.
- Слово і Час : сист. покажч. змісту (1990–1999) / НАН України, Ін-т літ. ім. Т. Г. Шевченка, Нац. парлам. б-ка України ; уклад.: Є. К. Бабич, Л. Ю. Коцирій, В. В. Патока. – Київ : Стилос, 2002. – 287 с.
- «Наука і культура. Україна» : сист. покажч. змісту. Вип. 1–31 (1966–2002) / М-во культури і мистецтв України, Нац. парлам. б-ка України ; упоряд. Є. К. Бабич ; наук. ред. В. В. Патока ; відп. за вип. В. О. Кононенко. – Київ, 2003. – 223 с.
- Професійна освіта України за роки незалежності (1991–2003 рр.) : наук.-допом. бібліогр. покажч. / Акад. пед. наук України, Держ. наук.-пед. б-ка України ім. В. О. Сухомлинського, Ін-т педагогіки і психології проф. освіти ; [упоряд.: Пономаренко Л. О., Моісєєва І. П., Ніколюк Л. І., Штома Л. Н., Бабич Є. К. ; наук. консультант Ничкало Н. Г. ; відп. за вип. Букшина Т. Ф. ; ред. Бабич Є. К.]. – Київ, 2004. – 268 с.
- Репресії в Україні (1917–1990 рр.) : наук.-допом. бібліогр. покажч. / Нац. парлам. б-ка України ; авт.-упоряд. Є. К. Бабич, В. В. Патока. – Київ : Смолоскип, 2007. – 519 с.